# Arndt Freytag von Loringhoven
Arndt Burchard Ludwig Freiherr Freytag von Loringhoven (ur. 12 listopada 1956 w Monachium) – niemiecki chemik, dyplomata i urzędnik państwowy, w latach 2020–2022 ambasador w Polsce.

## Życiorys
Syn Bernda Freytaga von Loringhovena i Ilse-Verny z d. Kraul. Po zdaniu matury w Bonn studiował historię, filozofię i chemię w Bonn oraz Berlinie. W 1976 ukończył biochemię na Uniwersytecie Oksfordzkim. Od 1984 pracował w Instytucie Biochemii im. Maxa Plancka w Monachium. Uzyskał doktorat.
W 1986 wstąpił do niemieckiej służby dyplomatycznej. Od 1989 do 1992 był referentem w ambasadzie w Paryżu. Przez kolejne dwa lata przebywał na placówce w Moskwie. Od 1994 do 2002 pracował na różnych stanowiskach w ministerstwie. Od 2002 do 2005 kierował wydziałem politycznym ambasady w Moskwie. W latach 2007–2010 wicedyrektor niemieckiej Federalnej Służby Wywiadowczej (BND), od 2014 do 2016 roku ambasador Niemiec w Czechach, a od 2016 roku pierwszy w historii zastępca sekretarza generalnego NATO ds. wywiadu i bezpieczeństwa.
31 sierpnia 2020 została zaakceptowana po dłuższym oczekiwaniu kandydatura Arndta Freytaga von Loringhovena na ambasadora w Polsce. 15 września 2020 złożył listy uwierzytelniające na ręce prezydenta Andrzeja Dudy.
Jest żonaty z dziennikarką i politolożką Barbarą von Ow, która specjalizuje się w Rosji i jest uważana za krytyczkę reżimu Putina. Para ma dwóch synów. Z końcem czerwca 2022 zakończył swoją misję dyplomatyczną w Polsce oficjalnie przechodząc na emeryturę.

## Literatura
- Nie budujemy IV Rzeszy. Arndt Freytag von Loringhoven, ambasador Niemiec w Polsce 2022-2022, w rozmowie z Jędrzejem Bieleckim ujawnia plany Berlina. Bellona, Warszawa 2023, ISBN 978-8-311171-20-6.